# 雄物川町薄井
雄物川町薄井（おものがわまちうすい）は、秋田県横手市の大字。郵便番号は013-0481。人口は1,030人、世帯数は309世帯（2020年10月1日現在）。

## 地理
横手市西部、雄物川地域の北部に位置しており、東と北で大雄、西で大森町、南で雄物川町沼館と隣接する。
大森町との境界がある町の西端には一級河川の雄物川が流れる。主要地方道である秋田県道13号湯沢雄物川大曲線が南北に縦貫し、横手市消防署西分署や横手市西部斎場などが所在する。

### 河川
- 雄物川

### 小字
- 字家後（いえうしろ）
- 字薄井野（うすいの）
- 字薄井（うすい）
- 字大中島（おおなかじま）
- 字大見内（おおみない）
- 字上薄井（かみうすい）
- 字上大見内（かみおおみない）
- 字上鴨川（かみかもかわ）
- 字上船沼（かみふなぬま）
- 字神谷地（かみやち）
- 字鴨川（かもかわ）
- 字川崎（かわさき）
- 字小出（こいで）
- 字下開（したびらき）
- 字下船沼（したふなぬま）
- 字下大見内（しもおおみない）
- 字下鴨川（しもかもかわ）
- 字下小出（しもこいで）
- 字下宮田（しもみやだ）
- 字新城（しんじょう）
- 字抱合（だきあい）
- 字田中（たなか）

- 字長願（ちょうがん）
- 字手取（てどり）
- 字鳥屋場（とやば）
- 字長前（ながまえ）
- 字中村（なかむら）
- 字西大見内（にしおおみない）
- 字西手取（にしてどり）
- 字西鳥屋場（にしとやば）
- 字西走（にしはしり）
- 字西船沼（にしふなぬま）
- 字東神谷地（ひがしかみやち）
- 字東手取（ひがしてどり）
- 字東鳥屋場（ひがしとやば）
- 字船沼東（ふなぬまひがし）
- 字船沼（ふなぬま）
- 字丸子沼（まるこぬま）
- 字丸沼（まるぬま）
- 字南神谷地（みなみかみやち）
- 字宮田（みやた）
- 字明神（みょうじん）
- 字森（もり）
- 字両頭（りょうず）

## 世帯数と人口
2020年（令和2年）10月1日現在の世帯数と人口は以下の通りである。
| 丁目         | 世帯数  | 人口    |
| ------------ | ------- | ------- |
| 雄物川町薄井 | 309世帯 | 1,030人 |

### 人口の推移
以下は国勢調査による1995年（平成7年）以降の人口の推移。
| 年                 | 人口  |
| ------------------ | ----- |
| 1995年（平成7年）  | 1,507 |
| 2000年（平成12年） | 1,368 |
| 2005年（平成17年） | 1,320 |
| 2010年（平成22年） | 1,221 |
| 2015年（平成27年） | 1,134 |
| 2020年（令和2年）  | 1,030 |

## 小・中学校の学区
市立小・中学校に通う場合、学区（校区）は以下の通りとなる。
| 番地 | 小学校               | 中学校                 |
| ---- | -------------------- | ---------------------- |
| 全域 | 横手市立雄物川小学校 | 横手市立横手明峰中学校 |

## 交通

### 鉄道
町内に駅はない。最寄り駅は平鹿町醍醐にあるJR東日本 奥羽本線・北上線の横手駅。
1971年まで横荘線の舘合駅があった。

### 道路
- 秋田県道13号湯沢雄物川大曲線（主要地方道）

## 施設
- 横手市消防署 西分署
- 横手市西部斎場
- 館合郵便局